# 後藤道也
後藤 道也（ごとう みちや、1964年6月14日 - ）は、三重県出身の競艇選手。登録番号3244。身長163cm。血液型O型。58期。三重支部所属。同期に池上裕次、平石和男、柳澤千春らがいる。通算優勝13回（通算優出106回、2010年1月4日現在）を数える。
レーススタイルはいわゆるアウト屋である

## 来歴
- 1986年5月、デビュー。
- 1990年8月、津競艇場で初優出。
- 1995年2月、浜名湖競艇場での「東海地区選手権」でG1初優出。
- 1995年9月、平和島競艇場で初優勝。
- 2000年11月21日、住之江競艇場での競艇王チャレンジカップにSG初出場
- 2010年1月4日、常滑競艇場での「中日スポーツ杯争奪　2010新春特別」で通算1000勝達成。

## 戦績
- 出走回数：6403回
- 1着回数：1084回
- 優出回数：111回
- 優勝回数：13回
- フライング(F)回数：23回
- 出遅れ(L)回数：3回
- 通算勝率：5.44
- 2連対率：34.95
- 3連対率：52.98
- 生涯獲得賞金：574,045,501円